# Leandro Valle González-Torre
Leandro Valle González-Torre (Santander, 21 de noviembre de 1919-ibidem, 7 de julio de 2014) fue un médico y político español.

## Biografía
Nació en Santander el 21 de noviembre de 1919, en el seno de una familia de fuertes convicciones políticas conservadoras en la que tenía mayor peso la tradición carlista. Estudió el bachillerato en Santander y cuando iba a comenzar sus estudios de Medicina estalló la guerra civil, en la que tomó parte activa en el bando de los sublevados, en primer lugar alistándose en el requeté y más tarde en el ejército regular franquista. Licenciado en Medicina en 1944 por la Universidad de Valladolid, se especializó en Puericultura y Pediatría. Desde 1946 ejerció como médico rural, los dos primeros años en los ayuntamiento de Cabuérniga y Los Tojos, y desde 1948 en Camargo.
En 1961 fue nombrado alcalde de Camargo, que aceptó con la condición de seguir sin estar afiliado al Movimiento. Diputado provincial desde 1964, perteneció a varias comisiones, y en 1974 fue nombrado vicepresidente de la Diputación Provincial.
Entre 1977 y 1979 fue presidente de la Diputación, cargo al que renunció para presentarse a las elecciones generales de dicho año. Afiliado a la Unión de Centro Democrático (UCD), resultó elegido senador, manteniendo el escaño durante toda la legislatura 1979-1982, periodo en el que también fue diputado provincial. En virtud de ambos cargos fue elegido miembro de la Legislatura Provisional de la Asamblea Regional de Cantabria.
Fue uno de los fundadores de la Asociación para la Defensa de los Intereses de Cantabria (ADIC) y en su condición de senador participó en la redacción del Estatuto de Autonomía de Cantabria.
Presidió el Centro de Estudios Montañeses. entre 1996 y 2014.